# Zaleszczyki
Zaleszczyki (ukr. Заліщики, Zaliszczyky) – miasto w rejonie czortkowskim, w obwodzie tarnopolskim na Ukrainie. Historycznie leży na Podolu, blisko granicy z Rusią Czerwoną.
Od 1940 do 17 lipca 2020 miasto było siedzibą rejonu zaleszczyckiego.

## Geografia
Zaleszczyki położone są w głębokim jarze w zakolu Dniestru. Trzykrotnie miasto było zalewane powodzią: w latach 1863, 1871, oraz w 1927.
W Zaleszczykach znajdował się przedwojenny polski biegun ciepła, dzięki czemu słynęły one z krajowej uprawy winorośli i arbuzów.

## Historia
Od 1376 do 1766 Zaleszczyki były wsią w granicach Królestwa Polskiego, później Rzeczypospolitej (w województwie podolskim), a prawa miejskie uzyskały w 1766. Po I rozbiorze Polski (1772) znalazły się w granicach Cesarstwa Austrii, a od 1866 Austro-Węgier w składzie kraju koronnego Galicji (z przerwą w latach 1809–1815, kiedy obwód tarnopolski należał do Imperium Rosyjskiego). Do roku 1918 było to miasto na granicy między Galicją i Bukowiną.

### W Koronie Królestwa Polskiego
W 1672 Zaleszczyki należały do Stanisława Jana Koniecpolskiego, w XVIII wieku – do Stanisława Poniatowskiego, ojca króla. Miastem stały się w 1766 jako własność króla Stanisława Augusta Poniatowskiego, otrzymując plan regulacyjny zgodny z polską tradycją – prostokątny rynek z ratuszem pośrodku, kościołem parafialnym usytuowanym przy ulicy wychodzącej z narożnika rynku i szachownicą ulic.
Początki miasta związane są z wybudowaną tu w 1750 przez Rudolfa Oettykiera, właściciela pobliskiej wsi Latacz, fabryki sukna. Wokół fabryki wybudowano również domy dla pracowników. Jako robotników sprowadzono z Saksonii i Prus Niemców wyznania luterańskiego. W kontraktach z nimi zawartymi mieli oni zagwarantowaną wolność wyznania, lecz do budowy domu modlitwy nie dopuścił biskup kamieniecki Adam Stanisław Krasiński. W związku z tym Oettykier zorganizował dla nich parafię z domem modlitwy w leżącej po drugiej stronie Dniestru wsi Filipcze, na mocy przywileju hospodara mołdawskiego z 1759. W 1766 jednak zabroniono zaleszczyckim luteranom przekraczać granicę do Filipcza. W 1766 król Stanisław August Poniatowski nadał Zaleszczykom prawa miejskie. W 1769 miasto napadli Turcy, a w 1770 dotknęła je dżuma, w związku z czym miasto upadło.

### Pod zaborami

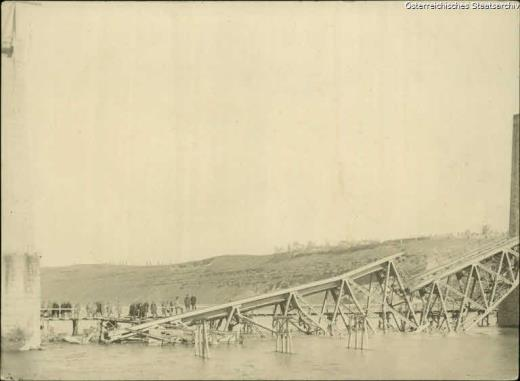
Zniszczony most kolejowy w czasie I wojny światowej

Po I rozbiorze Polski cesarzowa Maria Teresa Habsburg wydała w 1774 patent kolonizacyjny, który zezwalał w Zaleszczykach osiedlać się rzemieślnikom-kolonistom protestanckim, którzy mogli założyć tu zbór z własnym domem modlitwy. W 1781 podobny patent wydał cesarz Józef II Habsburg, co było początkiem kolonizacji józefińskiej.
Od 1774 Zaleszczyki miały status miasta powiatowego w cyrkule halickim, a od 1786 stały się siedzibą cyrkułu zaleszczyckiego. W czasie wojny polsko-austriackiej 18 czerwca 1809 rozegrana została bitwa pod Zaleszczykami. Po reformie administracyjnej z 1854 Zaleszczyki zostały miastem powiatowym w cyrkule czortkowskim, a po likwidacji cyrkułów w 1867, były do 1918 miastem powiatowym. 2 września 1863 doszło do wybuchu pożaru Zaleszczyk, który strawił niemal całe miasto.

### W II Rzeczypospolitej

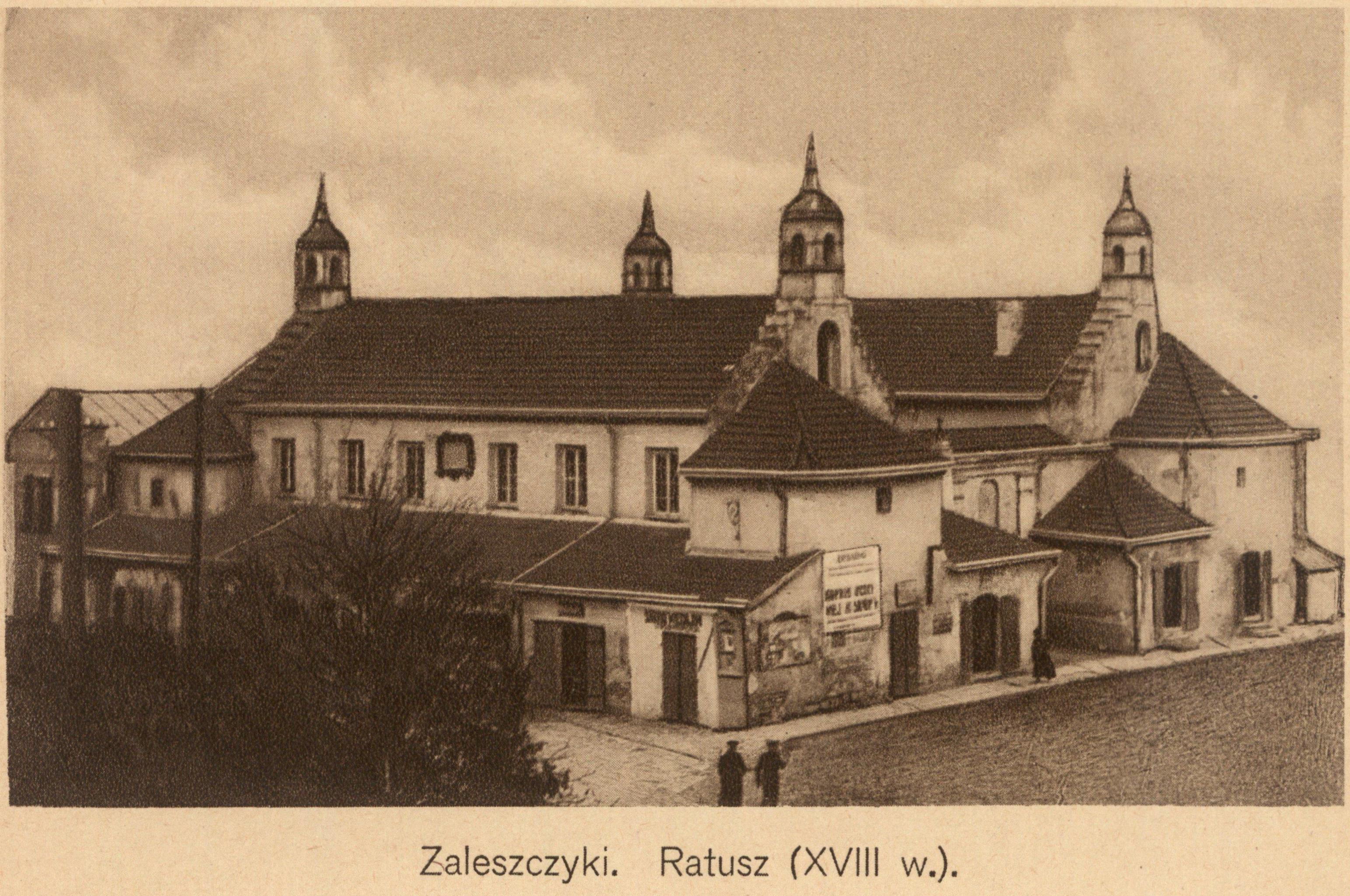
Ratusz przed 1939

Od 1 listopada 1918 do maja 1919 Zaleszczyki były pod administracją Zachodnioukraińskiej Republiki Ludowej (ZURL), od lipca 1919 do 14 marca 1923 pod administracją tymczasową Polski, zatwierdzoną przez paryską konferencję pokojową 25 czerwca 1919. Suwerenność Polski na terytorium Galicji Wschodniej Rada Ambasadorów uznała 15 marca 1923. Od 15 marca 1923 w granicach II Rzeczypospolitej, miasto powiatowe w województwie tarnopolskim.

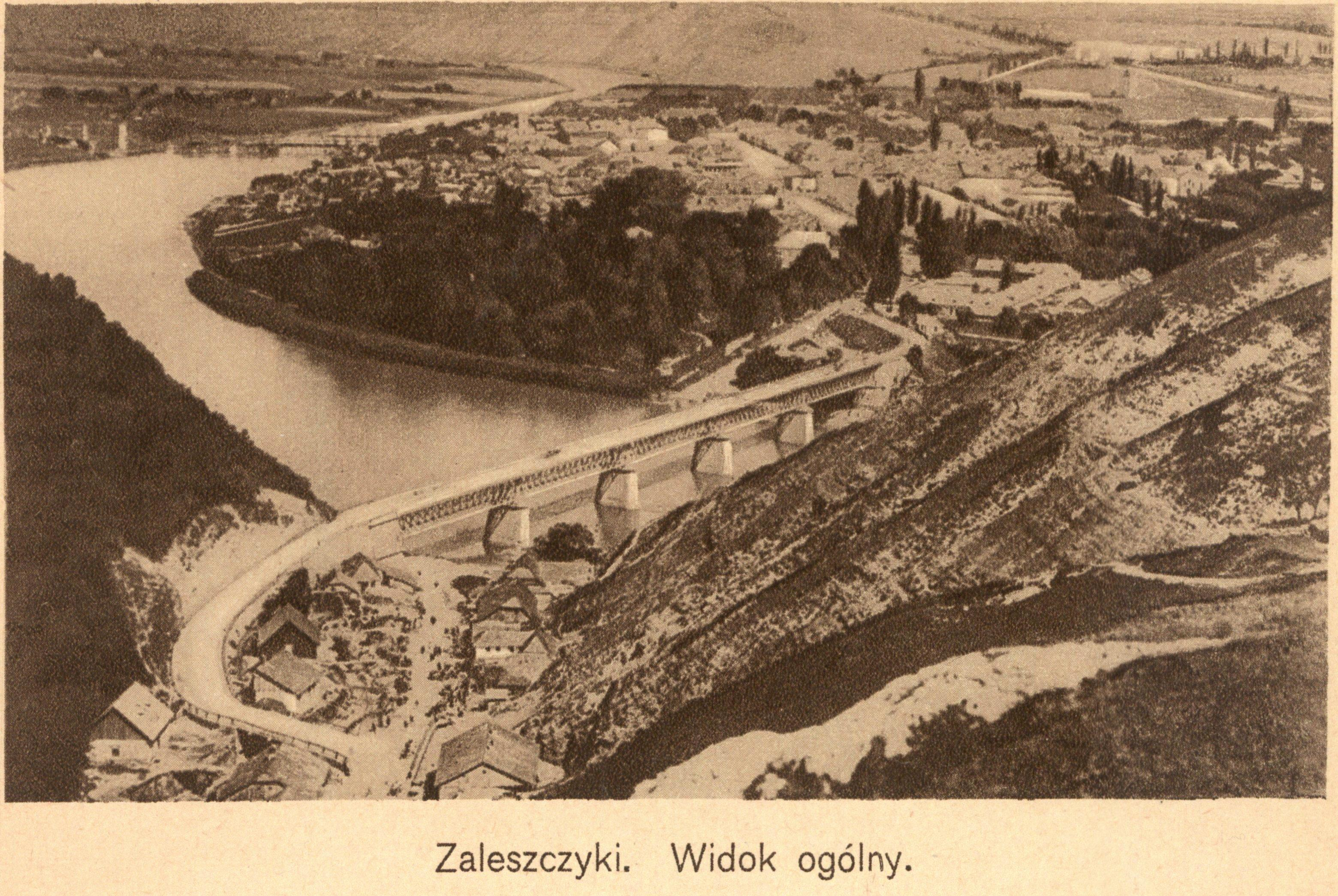
Widok ogólny miasta przed 1939

Na początku 1938 burmistrzem Zaleszczyk został wybrany emer. ppłk Juliusz Hoffmann.
Mieściła się tu siedziba Inspektoratu oraz Komisariatu Straży Celnej. Stacjonowała też w miejscowości placówka Straży Celnej „Zaleszczyki”, a potem strażnica KOP „Zaleszczyki”.
W 1938 otwarto odbudowany most kolejowy. Za czasów PRL i komunistycznej propagandy, uważano Zaleszczyki za punkt, w którym resztki polskich wojsk (z dowództwem na czele) oraz rząd i najwyższe urzędy wycofywały się do Rumunii po ataku ZSRR na Polskę 17 września 1939. W rzeczywistości w Zaleszczykach był tylko most kolejowy, a granicę przekraczano samochodami mostem w Kutach. Nieliczni uchodźcy przekroczyli w 1939 Dniestr, bądź koleją (jak np. kard. August Hlond), bądź wpław (jak np. Melchior Wańkowicz).

#### Polski biegun ciepła
Z uwagi na swój specyficzny, bardzo ciepły klimat w II Rzeczypospolitej był to znany kurort z plażami nad Dniestrem, otoczonym z trzech stron terytorium Rumunii. Znajdował się tu przedwojenny polski biegun ciepła, za co odpowiadały warunki klimatyczne charakterystyczne dla obszarów położonych o 25 stopni na południe (a więc w rejonie północnej Afryki), spowodowane południowym położeniem, nachyleniem terenu do południa, miejscową refleksją promieni, oraz osłoną przeciw zimnym wiatrem od wschodu poprzez porastający stok rzeki las bukowy, wyniesiony ponad jej poziom o około 300 m. Sprawiało to, że średnia temperatura latem w Zaleszczykach wynosiła 25–30 °C, a w słońcu dochodziła do 55–58 °C, którą jednak schładzała nieustanna subtelna bryza płynąca od szerokiego Dniestru. Niska roczna suma opadów (560 mm) obliczona przez przedwojennych meteorologów potwierdzała, że w Zaleszczykach panowały wręcz tropikalne warunki, a sezon letni trwał od maja do października, co było ewenementem na skalę kraju. Kiedy nadbałyckie kurorty były zupełnie opróżnione, w Zaleszczykach panował nadal ożywiony ruch. Zaleszczyki posiadały dwie plaże: Słoneczną (kamienną, do opalania) oraz Cienistą z białym piaskiem i gęsto zadrzewionymi alejami, służącą głównie kąpielowiczom: woda Dniestru latem o ósmej rano miała 21–22 °C, a w południe ponad 35 °C. Na porządku dziennym były organizowane dancingi i koncerty pod gołym niebem; kwitło tu również życie kulturalne.
Z powodu śródziemnomorskich warunków, Zaleszczyki były jedynym miejscem w Polsce występowania wielu gatunków niebywałych roślin. Uprawiano tu morele, gruszki, brzoskwinie, arbuzy oraz winorośl, dzięki której Zaleszczyki nazywano stolicą uprawy winorośli. Eksperymentowano tu także z uprawianiem m.in. pomarańczy i ryżu, a co roku urządzano ogólnopolskie święto winobrania. Mieściła się tu Szkoła Ogrodnicza, której jednym z dyrektorów był Marian Lityński (do 1933). Letnisko zwane było „polskim Meranem” lub „polską Riwierą” W Zaleszczykach przebywali m.in. Józef Piłsudski, Maria Pawlikowska-Jasnorzewska czy Maria Dąbrowska.
W 1928 Zaleszczyki zostały uznane za uzdrowisko o charakterze użyteczności publicznej Poza plażowiczami do Zaleszczyk przyjeżdżały także dzieci z chorobami i dolegliwościami takimi jak osłabienie, opóźniony rozwój, krzywica, gruźlica czy skaza wysiękowa i neuroartretyczna.
Kursował tu bezpośredni pociąg z wagonami sypialnymi z Warszawy, wożący wczasowiczów i rzadkie w Polsce owoce, jak brzoskwinie, winogrona, melony i cytrusy, a także ekspresowy pociąg Lux-Torpeda ze Lwowa, Wilna czy Poznania. Połączenie kolejowe relacji Gdynia – Zaleszczyki było najdłuższe w II RP – odległość wynosiła 1314 km.
Współcześnie za biegun ciepła Polski uważane są Słubice albo Tarnów.

### Okupacja sowiecka i niemiecka
Od 1939 Zaleszczyki były pod okupacją ZSRR. Powstała tu konspiracyjna Krajowa Akcja w Obronie Narodu (KAWON), zajmująca się głównie przerzutem polskich wojskowych do Rumunii. Jej siedzibą było mieszkanie ks. wikarego Andrzeja Urbańskiego, który po aresztowaniu przez Sowietów dowództwa i obsługi radiostacji objął kierownictwo organizacji. Zaleszczyki w latach 1941–1944 znalazły się pod okupacją III Rzeszy w dystrykcie Galicja Generalnego Gubernatorstwa. Od 16 sierpnia 1945 znajdowały się w granicach ZSRR.
W lipcu 1941 roku funkcjonariusze NKWD zatopili w Dniestrze kilka wagonów z więźniami przywiezionymi z więzień w Czortkowie i Kołomyi, mordując w ten sposób nieustaloną liczbę osób.
W latach 1943–1945 miasto było schronieniem dla ludności z okolicznych wiosek przed atakami OUN-UPA, niemniej jednak nacjonaliści ukraińscy zamordowali na okolicznych drogach 25 Polaków.
Czas kurortowej świetności Zaleszczyk zanikł po II wojnie światowej, które w 1939 roku zostały częściowo zniszczone przez Rosjan. Zarówno polskie województwo tarnopolskie, jak i przeciwległy rumuński rejon Czerniowiec znalazły się w ZSRR, a miejsce zatraciło na znaczeniu, ustępując kurortom czarnomorskim. Rosjanie uznali wypoczynkową infrastrukturę Zaleszczyk i egzotyczne uprawy za całkowicie niepotrzebne. Po 1945 zniszczono pensjonaty, wille, plaże i ogrody, wycięto plantacje melonów, barokowy ratusz zburzono, by zrobić miejsce na pomnik Lenina i zdewastowano kościół katolicki św. Stanisława, przekształcając świątynię na magazyn nawozów, stajnię i toalety publiczne.
Potencjał letniskowy Zaleszczyk przekreśliła ostatecznie katastrofalna awaria w elektrowni w Czarnobylu w 1986 roku, kiedy to radioaktywna chmura dostała się nad Zaleszczyki, a gdzie przez ukształtowanie powierzchni została uwięziona, skażając teren.

## Zabytki

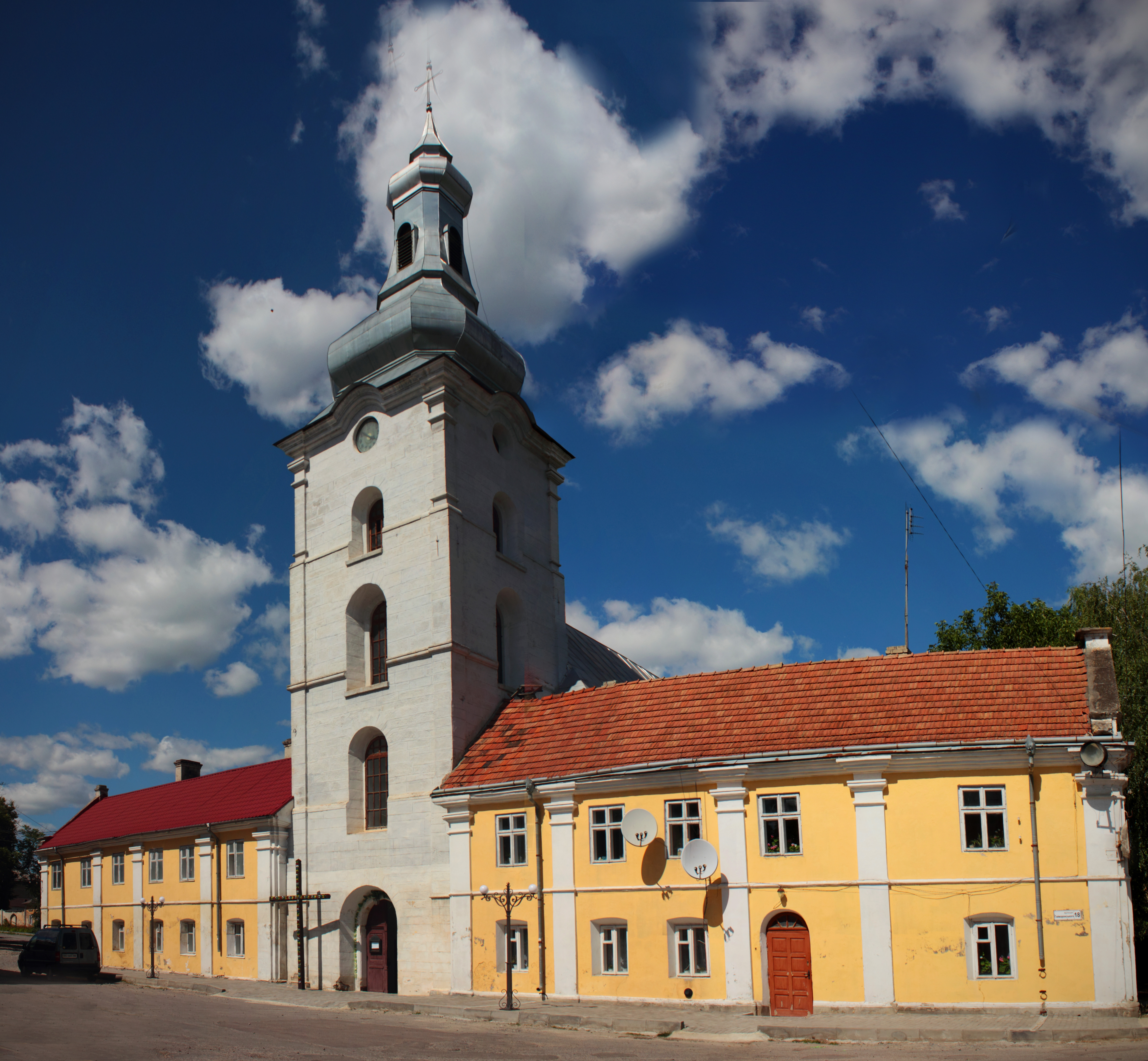
Kościół św. Stanisława

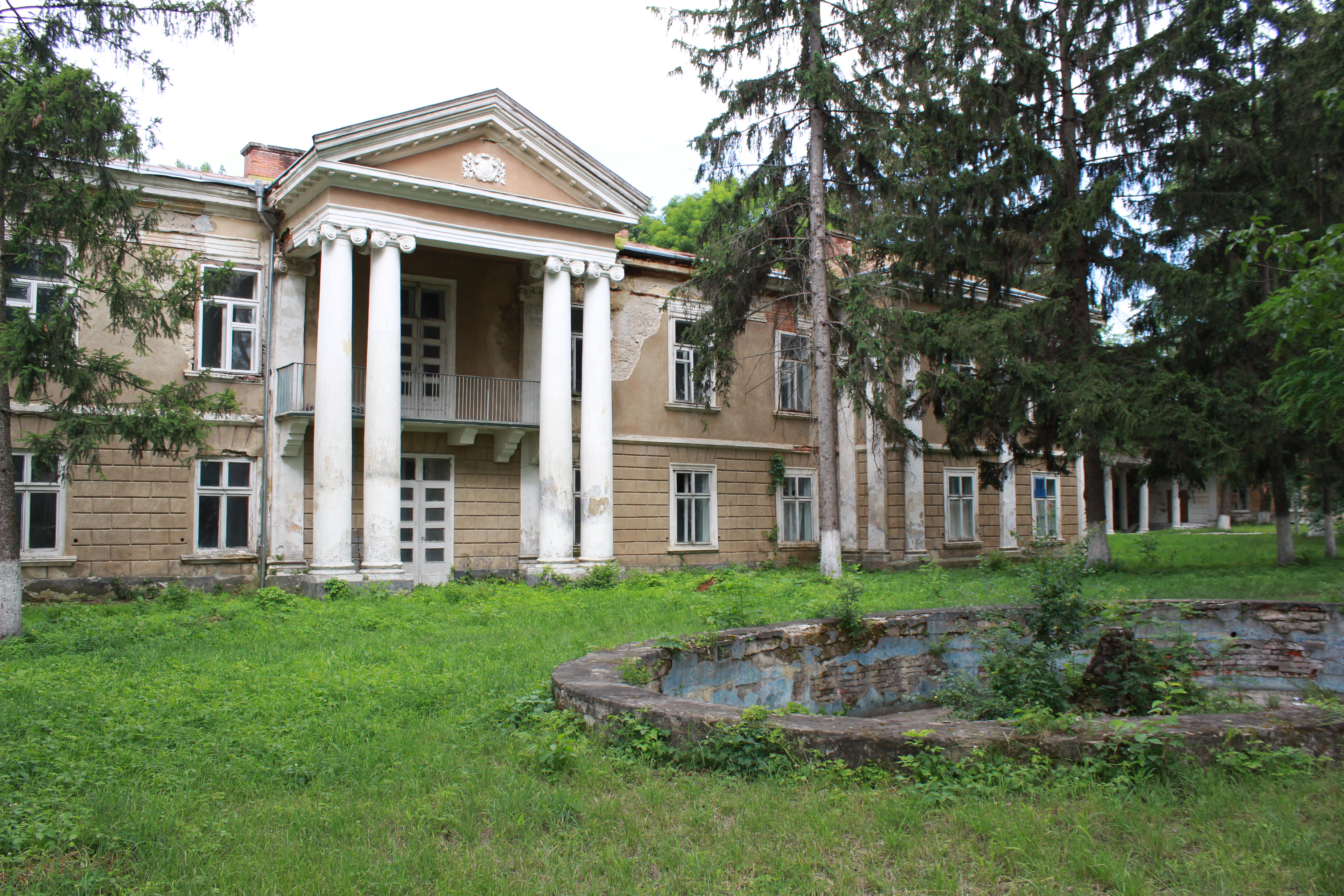
Pałac Brunickich

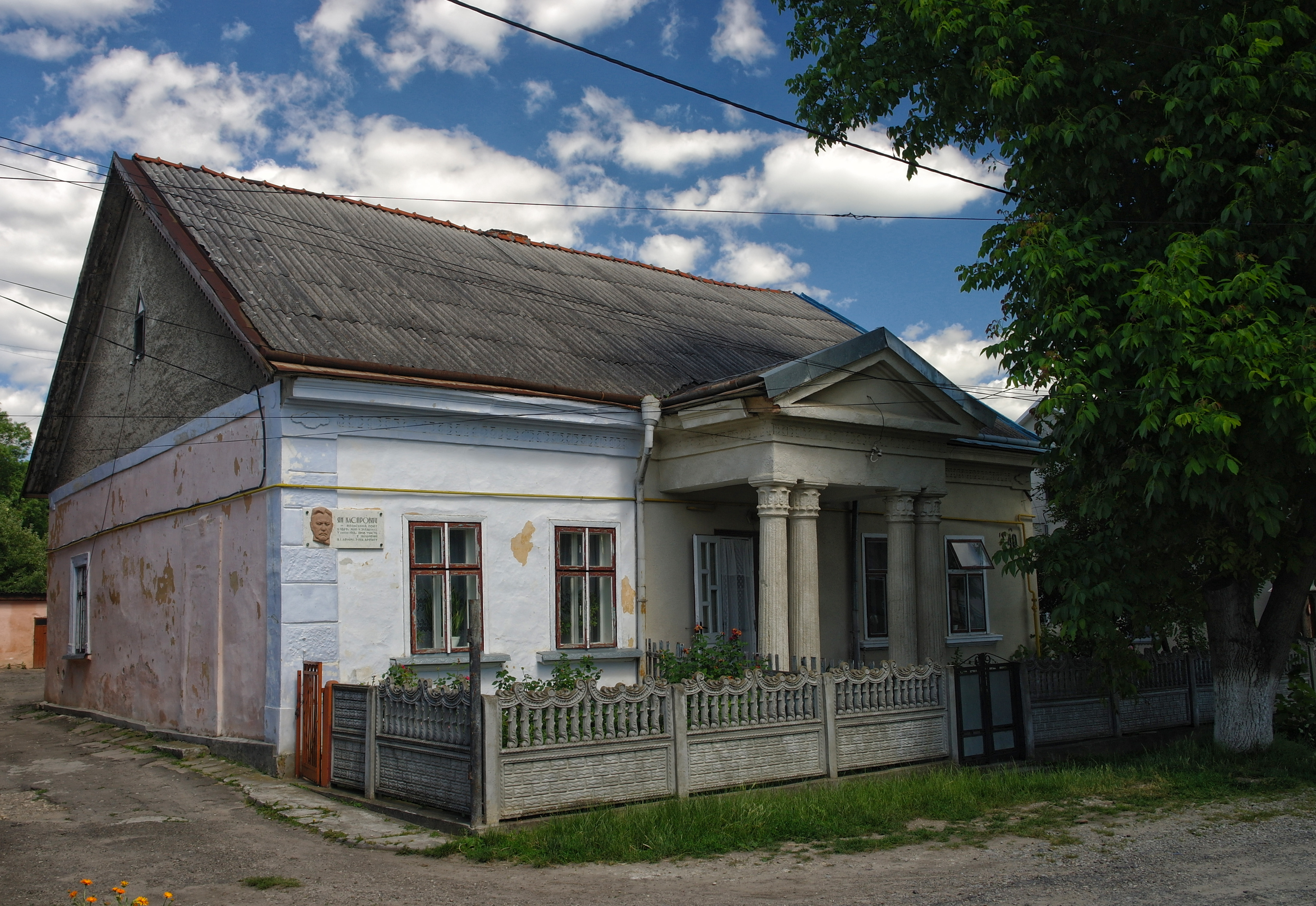
Dworek Kasprowicza

- Kłęk amerykański (kanadyjski) na cmentarzu miejskim, w lipcu 2017 został uszkodzony przez silny wiatr[26]
- Kościół katolicki pw. św. Stanisława z fundacji króla Stanisława Augusta Poniatowskiego. Powstał w latach 1763–1828. Zamknięty w latach 1946–1992. Powoli restaurowany przez księży michalitów. Kościół we wnętrzu posiada kartusze z królewskim herbem Ciołek;
- Pałac Poniatowskich z końca XVIII wieku, przebudowany przez Brunickich w 1831. Mieszkał w nim książę Józef Poniatowski. W XIX wieku własność Brunickich[27] i do 1939 rodziny Turnau. Po 1945 usunięto kartusz herbowy i przerobiono budynek na szpital
- Willa Piłsudskiego z pocz. XX wieku, w której mieszkał Józef Piłsudski w 1933;
- Budynek celny z lat 30. XX wieku w stylu modernistycznym;
- Cmentarz katolicki z XIX wieku pomiędzy dworcem autobusowym i kościołem z Pomnikiem Niepodległości z 1928, pomnikami polskich policjantów oraz żołnierzy węgierskich i austriackich;
- Dworek Kasprowicza, w którym w latach 1896–1899 mieszkał Jan Kasprowicz;
- Budynek „Sokoła” z kwadratową wieżą (ob. kino);
- Synagoga z XIX wieku (ob. kotłownia).

## Ludzie związani z Zaleszczykami
- Anna Belina (1884–1974) – polska aktorka
- Leon Biliński – polski polityk, ekonomista, profesor i rektor Uniwersytetu Lwowskiego,
- Bogusław Dyke – baron, starosta zaleszczycki[28]
- Henryk Gąsiorowski – polski nauczyciel, fotografik, krajoznawca, major piechoty Wojska Polskiego II RP,
- Stefan Hebda (ur. 1894), burmistrz Zaleszczyk do 1936
- Mikołaj Hoszowski (1778–1828) – polski profesor, senator Rzeczypospolitej Krakowskiej, senator i marszałek senatu,
- Mieczysław Janikowski – polski malarz abstrakcjonista i konstruktywista, żołnierz Polskich Sił Zbrojnych na Zachodzie,
- Dionizy Kuliński – polski malarz,
- Adam Nasielski – polski pisarz, autor powieści kryminalnych,
- Marian Szpakowski – polski malarz, grafik i animator artystyczny.
- Mieczysław Zawałkiewicz – polski nauczyciel, dyrektor miejscowego gimnazjum[29].

Honorowi obywatele
- Jan Veltz – starosta c.k. powiatu zaleszczyckiego (1904)[30]
- Józef Krzyżanowski – starosta powiatu zaleszczyckiego (1935)[31]
- marszałek Edward Śmigły-Rydz (10 marca 1938)[32]